# Orange Is the New Yellow
«Orange Is the New Yellow» (укр. «Помаранчевий — новий жовтий») — фінальна, двадцять друга, серія двадцять сьомого сезону мультсеріалу «Сімпсони», прем'єра якої відбулась 22 травня 2016 року у США на телеканалі «Fox».

## Сюжет
Перед вихідними Гомер залишає АЕС, оскільки пообіцяв Мардж бути вдома на обіді. Однак, поки він містер Бернс просить його допомогти усунути витік газу приклеївши плакат «Безпека перш за все». Гомер ще має тримати плакат, доки підрівнюють його рівень за допомогою виска (процедура, яка вимагає годин)…
Тим часом вдома Мардж відчуває проблеми з доглядом за дітьми. Вона намагається допомогти Лісі у шкільному проєкті (переробивши її костюм морського коника на самця) та нагодувати Меґґі. Однак Меґґі розливає їжу по всій кімнаті. Барт пропонує допомогти очистити безлад, але, зрештою, викликає ще більше безладу розливши хімічні продукти. Роздратована всім, Мардж просить його піти грати на вулицю.
Барт вирушає до Спрінґфілдського парку, де мати Мартіна, Марта, розуміє, що він гуляє один і викликає поліцію. Поліцейські забирають Барта додому і арештовують Мардж за нехтування її сином, оскільки дітям тепер не дозволено гуляти самим.
Мардж засуджена до трьох місяців у Спрінґфілдській в'язниці. Там вона усвідомлює, що могла б використати час, щоб відпочити від стресу життям домогосподарки. Водночас у Гомера виникають проблеми з доглядом за дітьми, але деякі жителі Спрінґфілда (особливо Нед Фландерс) усвідомлюють, що він переживає складну фазу, і вирішують йому допомогти.
У в'язниці Мардж вдається добре вписатися, вона використовує своє волосся як зброю проти хуліганів і заводить друзів. Однак, Гомер наймає Синьоволосого адвоката. Той каже, що Мардж не вдалося заарештувати через технічні особливості (не оформлено свідоцтво про народження Барта), тож вона ― вільна. Однак Мардж, не готова повернутися до всіх обов'язків домогосподарки, стріляє з пістолета охоронця і продовжує термін ще два місяці.
Тим часом інші батьки сприймають позицію Мардж як попередження, і вони вирішують надмірно захищаити своїх дітей до того ступеню, щоб кожен з них по черзі виводив усіх дітей на прогулянку на повідку. Коли настає черга Гомера, діти вириваються. Вони вирішують втекти від дорослих до парку, щоб розважитися самі. Їхні веселощі псує раптовий торнадо, який затягує їх на дерево.
Незабаром вони повертаються додому, де Барт і Ліса надмірно прив'язуються до матері. Зрештою, вся сім'я обіймається всередині шафи.
У фінальній сцені показана чорно-біла сцена з «шостого сезону», коли Гомер, одягнений як жінка, — таємний алкоголік, а Мардж у костюмі ходить на роботу і потай зраджує Гомера з Фландерсом…

## Виробництво
В інтерв'ю «TV Line» виконавчий продюсер Ел Джін заявив, що основою сюжету стала реальна історія:
|  | Я прочитав колонку Мітча Албома, автора «Вівторків з Моррі», про матір, яку заарештували за те, що вона дозволила синові грати в парку, поки їй доводилося працювати. Албом говорив: «Коли ж стало незаконним дозволяти своїм дітям грати в парку, коли їм 10? Відколи діти щохвилини повинні бути на повідку?» Отже, це основа нашої історії… Це більше стосується вирішення цієї справжньої проблеми. Ніхто не хоче, щоб дитиною нехтували, але я дуже співчуваю мамі, яка повинна працювати і не може дозволити собі няню. |

## Цікаві факти і культурні відсилання
- Назва і частково сюжет серії — відсилання до серіалу «Orange is the New Black» (укр. «Помаранчевий — хіт сезону»)[1].
- У сцені на дивані серії як фіналу сезона є деякі зміни:
  - Ленні кричить: «Ні, не знову», коли падає з драбини на електростанції;
  - Касовий апарат пробиває Меґґі як «Read Again» (укр. «Знову прочитано»).
  - Ліса грає на терменвоксі замість звичного саксофону.
- Чорно-білі фантазії Гомера ― відсилання до фільму «Шоу Донни Рід»[2].

## Ставлення критиків і глядачів
Під час прем'єри серію переглянули 2,54 млн осіб з рейтингом 1.1, що зробило її другим найпопулярнішим шоу на каналі «Fox» тієї ночі, після «Сім'янина».
Денніс Перкінс з «The A.V. Club» дав серії оцінку C+, сказавши:
|  | Серія… невиразна? Досконала? Добра? Вона — добра. Вона периферійно викликає одну-дві усмішки… Існує сатиричний край у цілому з точки зору «надмірно захищених дітей», який явно трохи залучив кімнату сценаристі… Однак, думка, що система правосуддя Спрінґфілда надмірно реагуватиме, наводячи зброю на Мардж і відправивши її до в'язниці, ― додатньо правдоподібно, щоб засмутити… Також існує певна кількість незвичайних гегів протягом усього епізоду, щоб зробити його непристойно приємним способом вбити півгодини. |

Згідно з голосуванням на сайті The NoHomers Club більшість фанатів оцінили серію на 3/5 і 4/5 із середньою оцінкою 3,27/5.